# Silene drummondii
Silene drummondii là loài thực vật có hoa thuộc họ Cẩm chướng. Loài này được Hook. miêu tả khoa học đầu tiên năm 1830.